# Národní park Rakiura
Národní park Rakiura (anglicky Rakiura National Park) je rozsáhlé chráněné území, která se nachází na Stewartově ostrově, třetím největším ostrově Nového Zélandu.

## Dějiny
Národní park byl oficiálně otevřen 9. března 2002 Helen Clarkovou, tehdejší ministerskou předsedkyní Nového Zélandu, Sandrou Lee-Vercoe, tehdejší ministryní životního prostředí, a Edmundem Hillarym. Jedná se o 14. národní park Nového Zélandu.

## Charakteristika
Národní park má rozlohu kolem 157 tisíc ha, což představuje kolem 85 % plochy Stewartova ostrova. Nejvyšším bodem parku je Mount Anglem/Hananui s nadmořskou výškou 980 m. Průměrný roční úhrn srážek je kolem 1 600 mm.
Parkem vede Rakiura Track, jeden z tzv. Great Walks Nového Zélandu.
Rakiura se vyznačuje vysokou biodiverzitou, která je unikátní i v rámci Nového Zélandu. Park představuje místo s největší šancí spatřit kivie ve volné přírodě, což je možné mj. z důvodu nepřítomnosti hranostajů a fretek. K dalším ohroženým druhům ptáků, které lze v parku spatřit, patří tučňák žlutooký, chřástal weka či sovka bubuk. V 70. letech 20. století byli ve zdejším pohoří Tin nalezeni poslední jedinci kakapů sovích, kteří byli přemístěni na nedaleký ostrov Whenua Hou.